# Hiloquer
L'hiloquer (Hylochoerus meinertzhageni) és el membre salvatge més gran de la família dels súids (porcs i afins). És l'únic membre del gènere Hylochoerus. Els mascles poden mesurar fins a 2 metres de llarg i 1,1 metres d'alçada a l'espatlla i se sap que poden pesar fins a 273 kg. A diferència de la majoria d'espècies salvatges de súids, l'hiloquer té molts pèls al cos, tot i que tendeixen a estar menys marcats a mesura que l'animal envelleix. A la superfície són majoritàriament negres, tot i que els pèls més propers a la pell de l'animal són d'un color taronja fosc. Té unes orelles grans i puntades i els seus ullals són molt més petits que els del facoquer africà, però més grans que els del porc senglar dels matolls. Es troba en hàbitats forestals de l'Àfrica equatorial.